# Lemurphthirus
Lemurphthirus ist eine Gattung der Echten Tierläuse, die bei den afrikanischen Galagos (Buschbabys) parasitieren. Der Kopf ist breit und verjüngt sich am Hinterhaupt deutlich. Die Vertreter haben keine Augen und fünfgliedrige Fühler, von denen bei Männchen das dritte Glied ein Paar kurzer Borsten (Setae) trägt. Der Thorax ist durch eine starke Verlängerung des Prothorax gekennzeichnet, während Meso- und Metathorax zusammen kaum ein Viertel der Gesamtlänge ausmachen. Eine Sternalplatte ist vorhanden. Die Beine sind relativ kurz, das erste Beinpaar ist deutlich schwächer als die beiden hinteren. Paratergalplatten (seitliche Sklerotisierungen am Abdomen) sind nur im zweiten Segment deutlich, Tergiten und Sterniten sind gering entwickelt. Jedes Segment trägt eine Reihe von Borsten, lediglich im zweiten Segment können zwei Paare auftreten. Tracheenöffnungen sind an den Segmenten 3 bis 8 ausgebildet.
Die Gattung enthält drei Arten:
- Lemurphthirus galagus Bedford, 1927
- Lemurphthirus stigmosus Ferris, 1954
- Lemurphthirus vincenti Pajot, 1968

Obwohl der Gattungsname nahelegt, dass es sich um Parasiten bei Lemuren handelt, gehören Galagos nach der aktuellen Nomenklatur der Feuchtnasenprimaten zu einer anderen Teilordnung, nämlich den Loriartigen. Bei Lemuren kommen die verwandten Gattungen Lemurpediculus und Phthirpediculus vor.